# Jaime Pressly
Jaime Elizabeth Pressly (Kinston, Carolina del Norte; 30 de julio de 1977) es una modelo y actriz estadounidense. Es más conocida por sus actuaciones en películas como Not Another Teen Movie, Torque  y como Joy Turner en la serie de televisión Me llamo Earl, por la cual ganó el Primetime Emmy a la mejor actriz de reparto en una serie de comedia, y ha sido nominada a varios premios como el Screen Actors Guild Award y el  Globo de Oro. Entre 2014 y 2021 interpretó a Jill Kendall en la serie Mom.

## Primeros años
Pressly nació en Carolina del Norte, hija de Brenda Sue (de soltera Smith), una instructora de baile. Tiene dos hermanos: Jessica y James Liston Pressly Jr. Pasó once años estudiando gimnasia y danza.
A los catorce años, era portavoz de una agencia de modelos, "International Cover Model Search", y había empezado a tener un gran reconocimiento como modelo en Estados Unidos, así como en Japón e Italia.
Pressly asistió a la Costa Mesa High School en California, en donde su madre se había instalado durante el proceso de divorcio.

## Carrera
Pressly comenzó su carrera con un papel protagonista en la película de 1997 Poison Ivy: The New Seduction. En 1998 actuó como Nikki en la serie de televisión Push, y también desempeñó un papel en la serie de acción Mortal Kombat: Conquest. De 1999 a 2001, Pressly protagonizó la serie Jack and Jill como Audrey.
Luego, Pressly formó parte del reparto de la película independiente Poor White Trash, actuando como Sandy Lake. Posteriormente protagonizó la comedia Not Another Teen Movie, donde interpretó a Priscilla, una animadora de la escuela secundaria. Protagonizó también Torque y participó en el vídeo de la canción de Marilyn Manson Tainted Love.
En 2001, Pressly se hizo modelo para Liz Claiborne y su línea de cosméticos Lucky You. En 2002 fue nombrada como octava entre las 102 mujeres más sexys del mundo según la revista Stuff. En 2003, lanzó su propia línea de lencería, J'Aime. En 2006 la revista Maxim la nombró 34.ª en su informe anual, que también se ofrece en su galería. Pressly posó desnuda para Playboy en marzo de 1998 y febrero de 2004 y también apareció desnuda en mayo de 2006 para la revista Allure. 
Pressly fue estrella invitada en un episodio de la serie de televisión de WB Charmed, donde interpretó a una sirena que buscaba el amor (junto con Alyssa Milano como Phoebe, que más tarde fue actriz invitada en la serie My Name Is Earl). Pressly además de ser una actriz invitada en esta serie, lo ha sido en otras como The Twilight Zone, Fastlane, Becker, Night Man, Silk Stalkings o Punk'd.

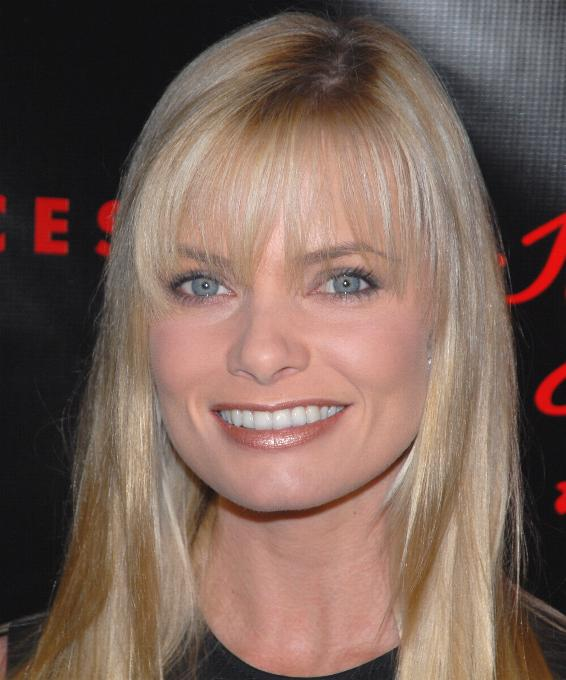
Pressly en enero de 2008.

En 2005, Pressly comenzó a protagonizar la serie de NBC My Name Is Earl, interpretando a Joy Turner. En 2007, Pressly ganó un Premio Emmy a la Mejor actriz de reparto en una serie de comedia por su actuación en la serie. También ha sido nominada a varios premios como el Screen Actors Guild Award y el  Globo de Oro. En 2007, apareció en un episodio de Saturday Night Live, donde actuó como Hillary Clinton en una parodia de la serie My Name Is Earl, titulada "My Name Is Dubya", en la que George W. Bush (Frank Caliendo) hace una lista de todas las cosas malas que ha hecho en el pasado y corrige una por una. Antes de esta aparición, Pressly había sido actriz invitada en un episodio de la temporada once de la serie MADtv.
Pressly fue productora como también protagonista en la película de comedia de 2005 Death to the Supermodels.
En 2008, Pressly prestó su voz para la película animada Dr. Seuss' Horton Hears a Who!, protagonizada por Jim Carrey, quien también prestó su voz para su personaje. Luego hizo un papel de apoyo para la película I Love You, Man (2009).

## Vida personal
En octubre de 2006, Pressly se dedicó totalmente a su novio, con quien llevaba un año y medio, el DJ Eric Calvo (alias DJ Eric Cubiche), del cual había sido amiga durante nueve años. Presly dio a luz a su primer hijo en mayo de 2007, a las  7:31 en el Cedars-Sinai Medical Center. Pressly llamó al hijo Dezi James Calvo. En febrero de 2007, Pressly dijo a The Tonight Show que quería que su hijo fuera bilingüe. La actriz ganadora del Premio Emmy dijo a la revista People que el nombre es parte de una broma en ejecución, como cubano-americano, como una suplantación de Desi Arnaz.
Pressly dijo en 2006 en una entrevista de la revista Esquire que casi compra un pasaje para un vuelo en uno de los aviones que se estrellaron en el World Trade Center el 11 de septiembre de 2001, pero decidió no tomarlo porque salía demasiado temprano.
En julio de 2009, Pressly informó de su compromiso con el abogado Simran Singh. Se casaron el 26 de septiembre de 2009 en la propiedad de Dick Clark, en un acantilado con vista al océano Pacífico. El 21 de enero de 2011, Pressly tramitó el divorcio, citando diferencias irreconciliables.
El 7 de junio de 2017, Pressly anunció que estaba embarazada de gemelos de su novio Hamzi Hijazi. Sus dos hijos varones, Leo y Lenon, nacieron en octubre de 2017.

## Filmografía

### Cine y televisión
| Año       | Título                                      | Papel                                  | Notas |
| --------- | ------------------------------------------- | -------------------------------------- | --- |
| 1996      | Mercenario                                  | Chica preadolescente                   | |
| 1997      | Poison Ivy: The New Seduction               | Violet                                 | |
| 1997      | En contra de toda ley                       | Sally                                  | |
| 1997      | The Journey: Absolution                     | Allison Waite                          | |
| 1998-1999 | Mortal Kombat: Conquest                     | Mika                                   | |
| 1998-1999 | Can't Hardly Wait                           | Beth                                   | |
| 1998-1999 | Ringmaster                                  | Angel                                  | |
| 1999      | Inferno                                     | Dottie Matthews                        | |
| 1999-2001 | Jack & Jill                                 | Audrey Griffin                         | |
| 2000      | 100 Girls                                   | Cynthia                                | |
| 2000      | Poor White Trash                            | Sandy Lake                             | |
| 2000      | La mejor actriz                             | Karen Kroll                            | |
| 2001      | Not Another Teen Movie                      | Priscilla                              | |
| 2001      | Ticker                                      | Claire Manning                         | |
| 2001      | Joe Dirt                                    | Jill                                   | |
| 2001      | Tomcats                                     | Tricia                                 | |
| 2001      | Shaolin Destiny's                           | Alegra Stone                           | |
| 2002      | Demon Island                                | Tina                                   | |
| 2002      | Charmed                                     | Mylie                                  | 1 episodio |
| 2003      | Becker                                      | Grace                                  | 1 episodio |
| 2004      | Torque                                      | China                                  | |
| 2004      | Karate Dog                                  | Ashley Wilkenson                       | |
| 2005      | Death to the Supermodels                    | Tiffany Courtney                       | |
| 2005-2009 | My Name Is Earl                             | Joy Turner                             | Primetime Emmy a la mejor actriz - Serie de comedia - 2007 Nominación - Primetime Emmy a la mejor actriz de reparto - Serie de comedia - 2006 Nominación - Premios Globo de Oro a la mejor actriz de comedia - 2007 Nominación - Premio del Sindicato de Actores a la mejor actriz de televisión - Comedia - 2006 Nominación - Premios Satellite a la mejor actriz de reparto - 2007 |
| 2006      | DOA: Dead or Alive                          | Tina Armstrong                         | |
| 2008      | Dr. Seuss' Horton Hears a Who!              | Sra. Quilligan                         | Papel de voz |
| 2009      | I Love You, Man                             | Denise                                 | |
| 2010      | Beauty and the Briefcase                    | Kate White                             | |
| 2010      | Cortina de humo                             | Britt Shelley                          | |
| 2011-2013 | Raising Hope                                | Donna                                  | Recurrente |
| 2011-2013 | I Hate My Teenage Daughter                  | Annie Watson                           | Papel principal |
| 2012      | The Oogieloves in the Big Balloon Adventure | Lola Sombrero                          | |
| 2013      | Two and a Half Men                          | Tammy                                  | Episodios: "Paint it, Pierce it, Plug it!", "Bazinga! Thats from a TV Show!" |
| 2013      | Phineas and Ferb                            | Rosie                                  | Papel de voz; episodio: "Mind Share" |
| 2014      | A Haunted House 2                           | Megan                                  | Papel principal |
| 2014      | RuPaul's Drag Race                          | Ella misma (jueza invitada)            | Episodio: "Drag Queens of Comedy" |
| 2014      | Abby in the Summer                          | Abby                                   | Papel principal y productora ejecutiva |
| 2014      | Finders Keepers                             | Alyson Simon                           | |
| 2014      | Jennifer Falls                              | Jennifer Doyle                         | Papel principal |
| 2014-2021 | Mom                                         | Jill Kendall, la millonaria alcohólica | Temporada 2 (dos episodios), temporada 3 (recurrente), temporada 4 (principal) |
| 2017      | Austin Found                                | Crystal Clemens                        | |
| 2017      | The Guest Book                              | Christy                                | Episodio: "Story Four" |
| 2018      | BoJack Horseman                             | Sadie                                  | 2 episodios |
| 2023      | The Re-Education of Molly Singer            | Brenda                                 | |

### Vídeos musicales
| Año  | Artista            | Canción                |
| ---- | ------------------ | ---------------------- |
| 2001 | Dave Matthews Band | "The Space Between"    |
| 2002 | Aerosmith          | "Girls of Summer"      |
| 2002 | Marilyn Manson     | "Tainted Love"         |
| 2003 | Youngbloodz        | "Lean Low"             |
| 2013 | Michael Buble      | "It's a Beautiful Day" |

### Videojuegos
| Año  | Título       | Rol            | Notas        |
| ---- | ------------ | -------------- | ------------ |
| 2008 | Saints Row 2 | Jessica Parish | Papel de voz |